# Вас (Радлє-об-Драві)
Вас (словен. Vas) — поселення в общині Радлє-об-Драві, Регіон Корошка, Словенія. Висота над рівнем моря: 549,6 м.